# Podtureń
Podtureń (słow. Podtureň, węg. Pottornya) – wieś (obec) na Słowacji położona w kraju żylińskim, w powiecie Liptowski Mikułasz. Leży u ujścia potoku Jamniček do Wagu, na Kotlinie Liptowskiej, w krainie historycznej Liptów. Pierwsze wzmianki o wsi pochodzą z 1345 roku. Przez Podtureń przebiegają autostrada D1 i droga I/18 oraz linia kolejowa nr 180 relacji Żylina – Koszyce. Jego zachodnią oraz południową granicę stanowi rzeka Wag.

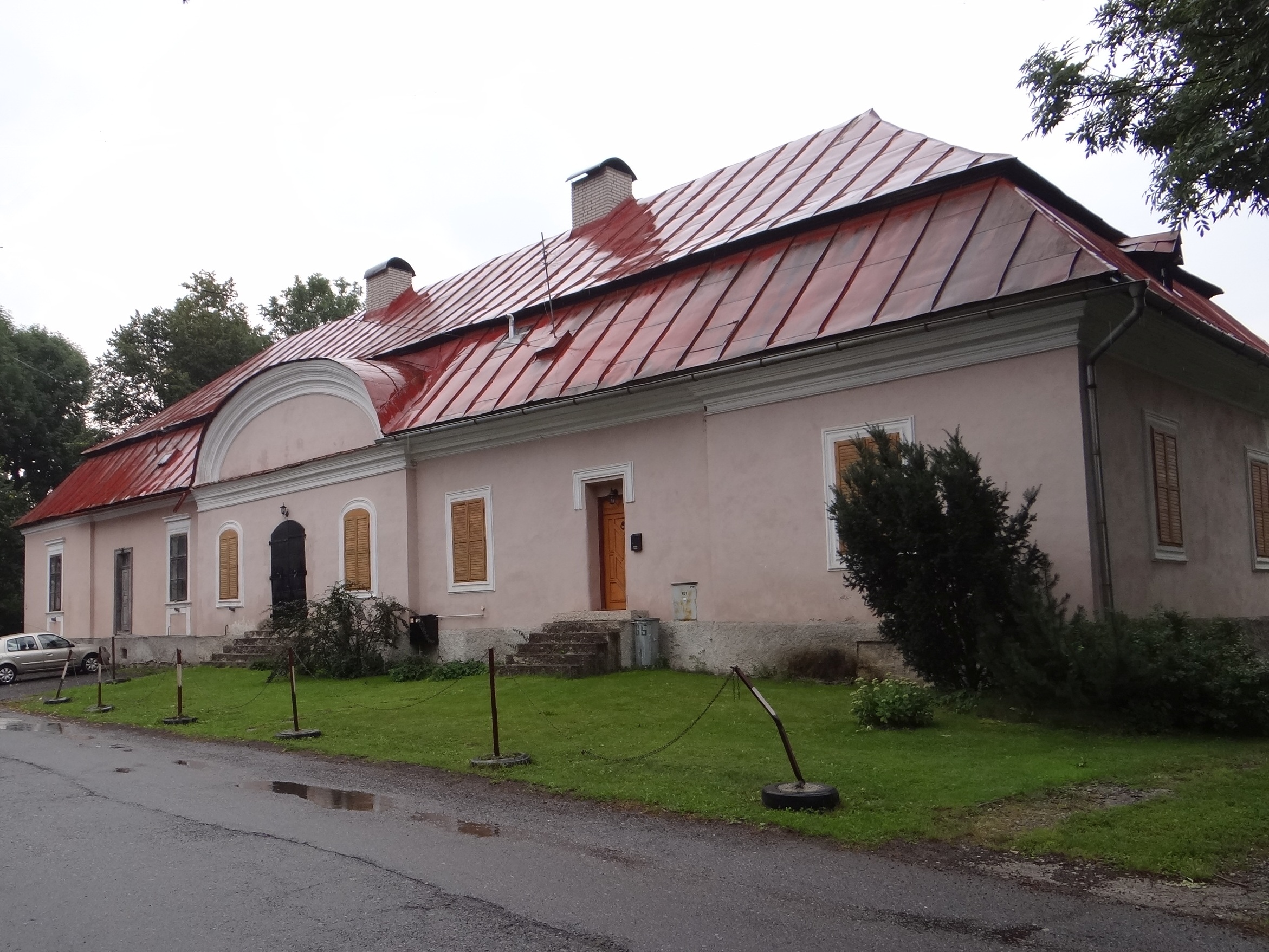
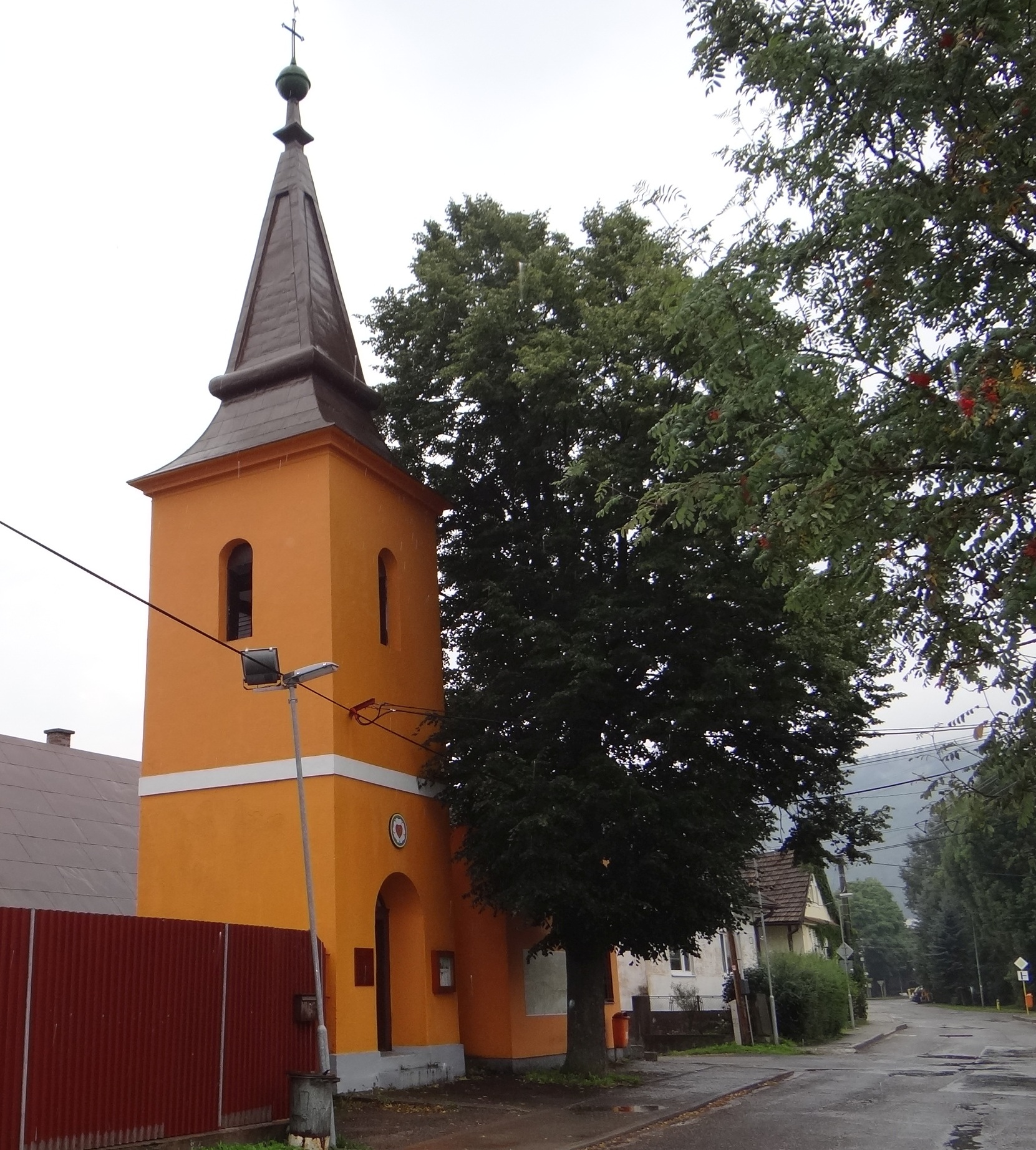
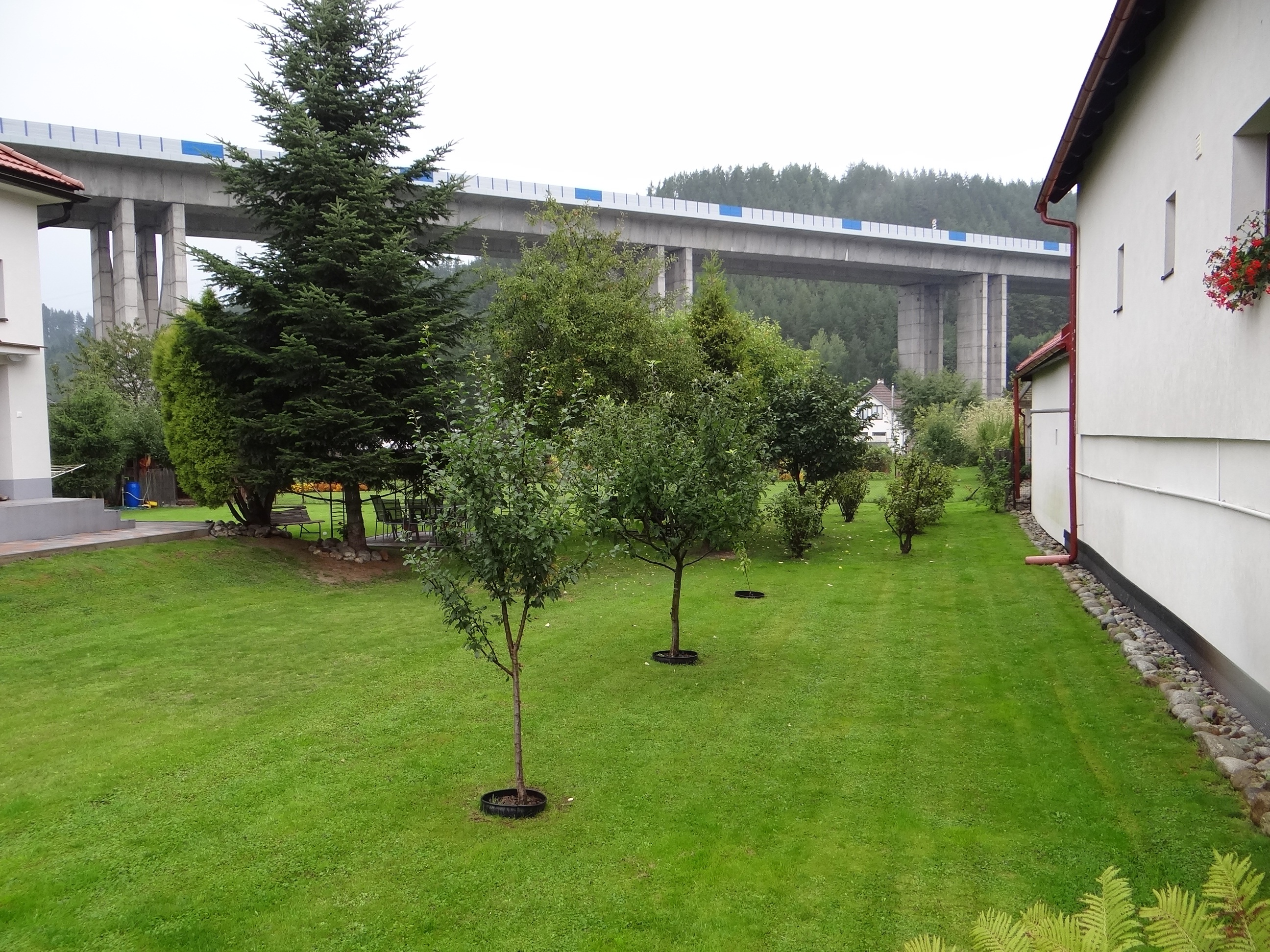
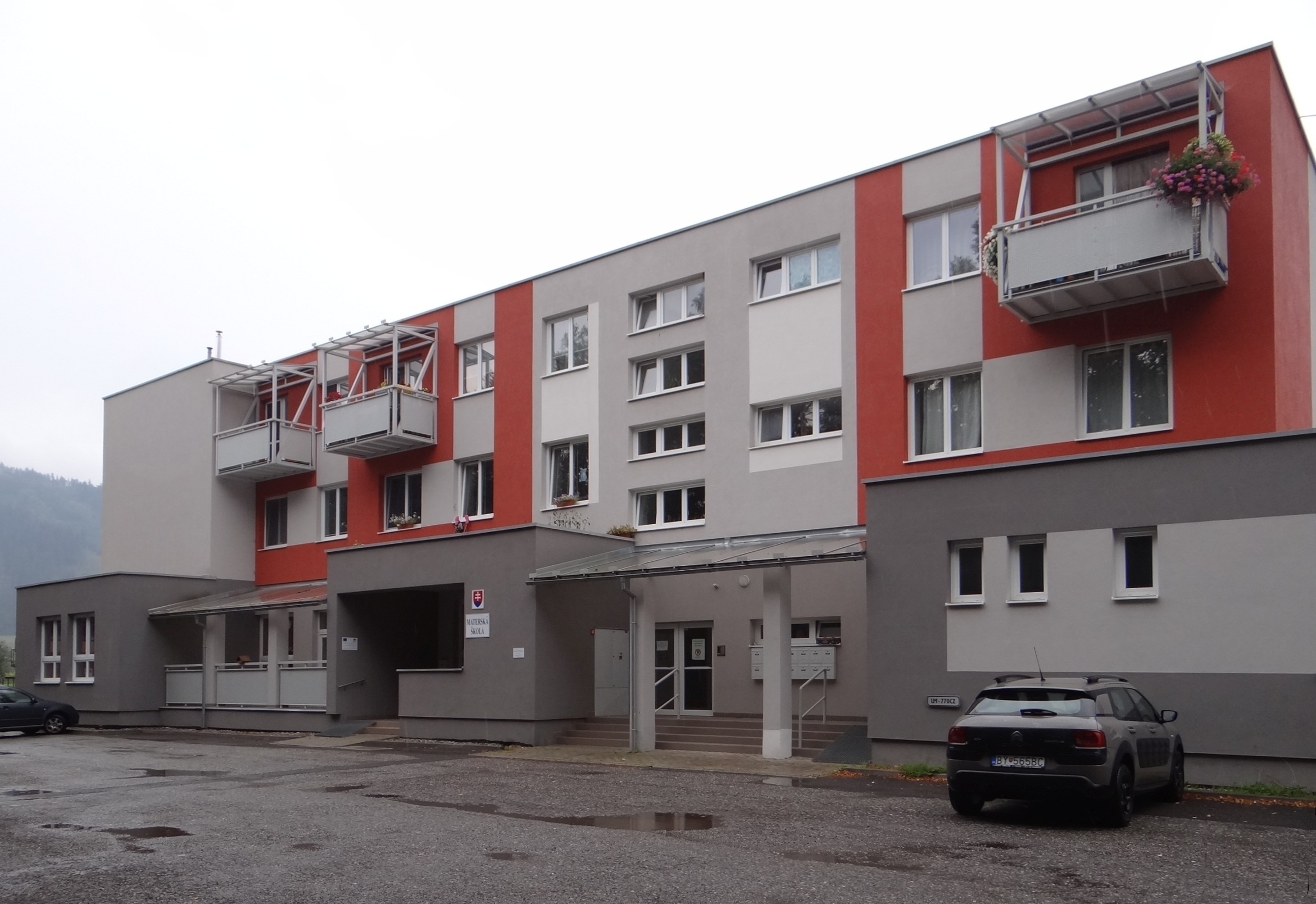
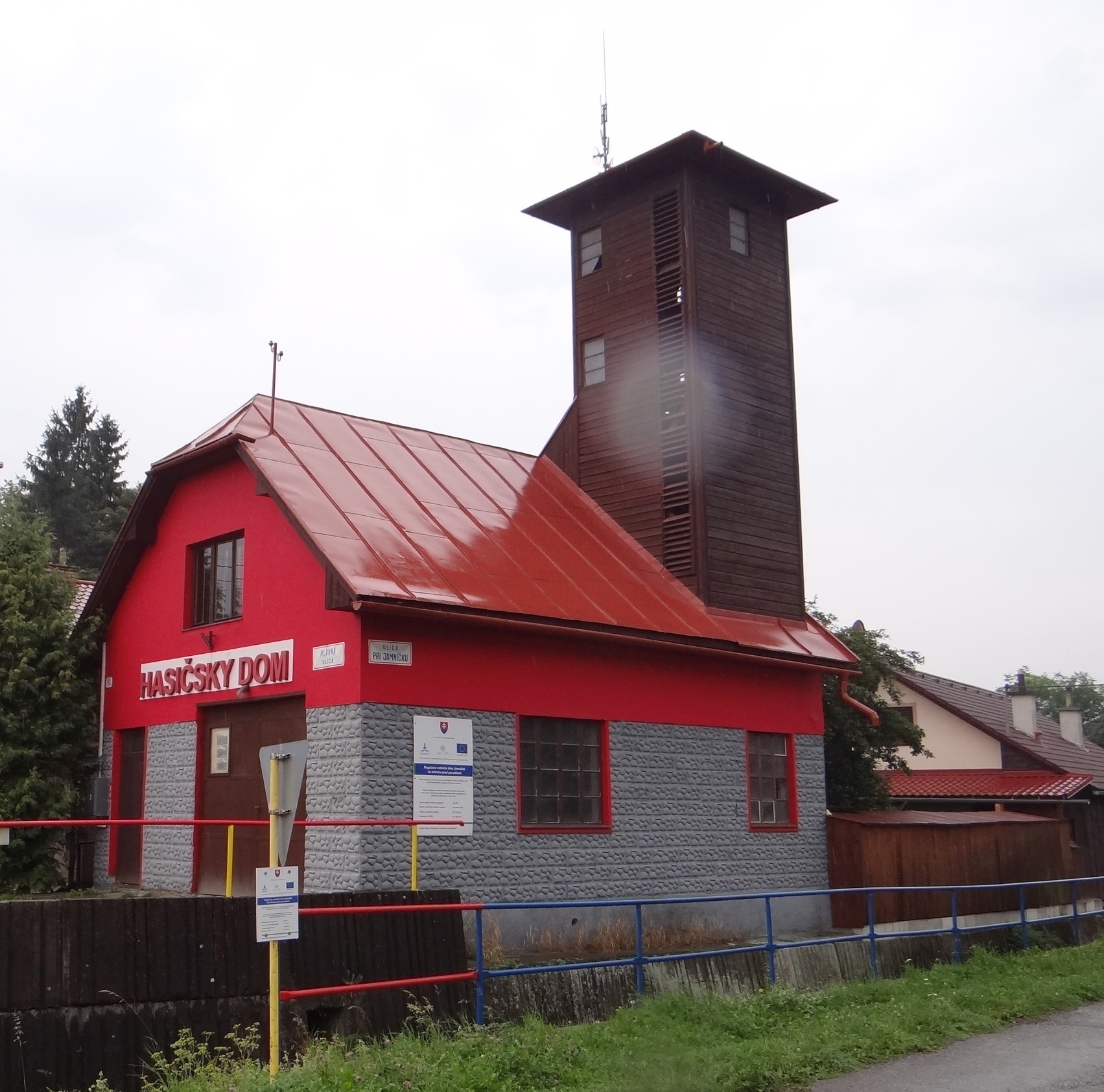
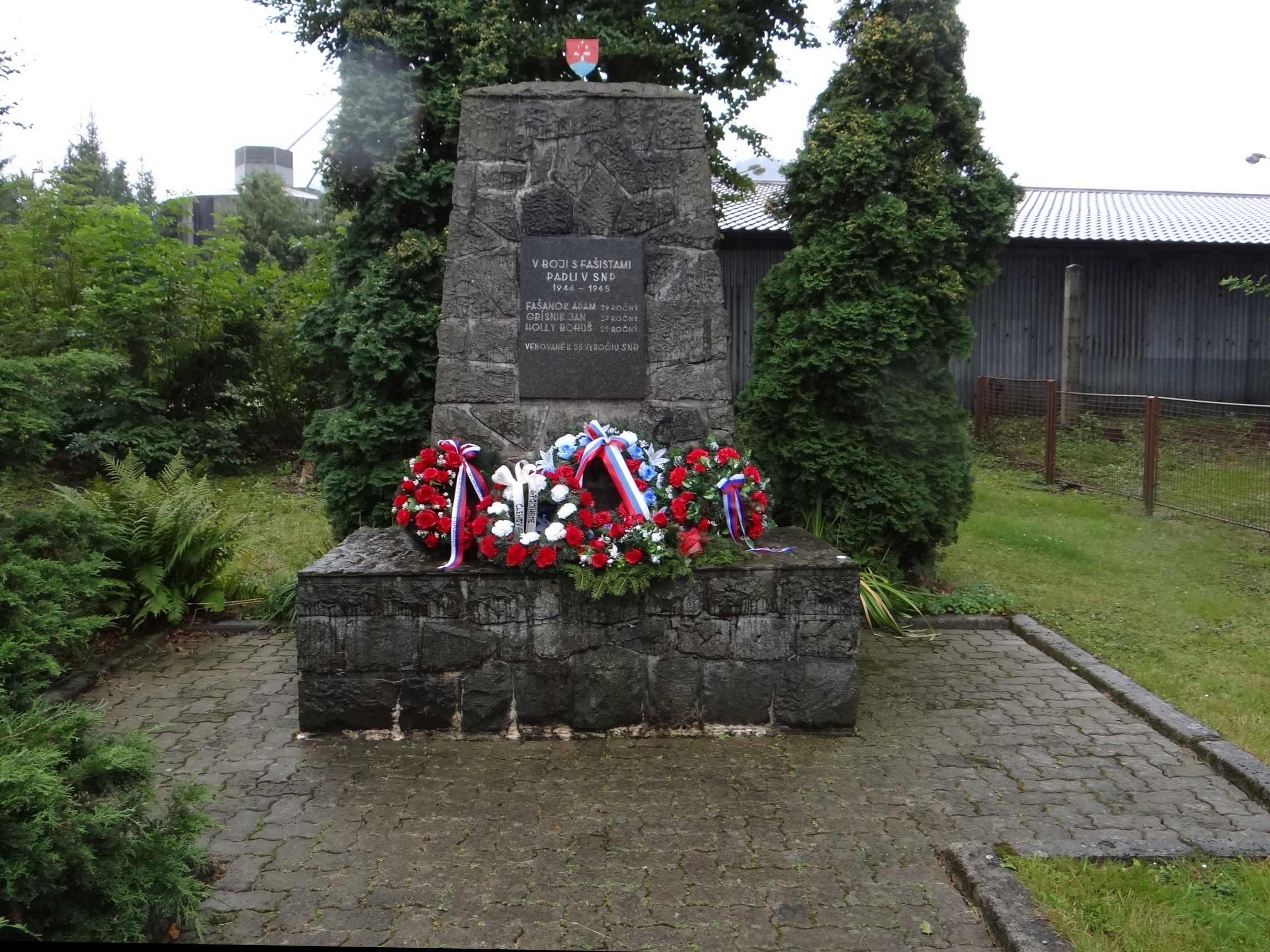